# Pak 38(t)反坦克炮
4.7 cm KPÚV vz. 38（捷克语: kan n proti to n vozb vzor 38）是由斯柯達生產，並在二戰中服役的反坦克炮。  最初是为捷克斯洛伐克军队设计的，有些还卖给了南斯拉夫。 德国人在1939年第一次維也納仲裁后繳獲了它們，并以4.7 cm PaK (t)或 PaK 38(t)的名称使用。 爾後德国继续生产并將PaK 38(t)安装在一号坦克的底盘作为坦克殲擊車使用。但在缴获的雷诺R-35坦克的底盘上安装它尝试卻不太成功。
此炮的砲管具有頗有特点，它能够往後摆动180，使砲管平放在炮架上面，而炮架亦可往內折疊來縮小體積以方便運輸。  這門炮還有小炮盾和木辐轮子。 虽然看起来有点老，但它的性能优于当时的大多数设计，而且这門炮装备了穿甲弹和高爆弹，用于步兵支援。

## 性能
| 穿透力              |                  |
| 距離                | 30°入射角        |
| 100米（110 yd）     | 87 mm（3.4英寸） |
| 500米（550 yd）     | 69 mm（2.7英寸） |
| 1,000米（1,100 yd） | 52 mm（2.0英寸） |
| 1,500米（1,600 yd） | 39 mm（1.5英寸） |

## 註腳
1. ↑  Chamberlain, Peter. . Gander, Terry. New York: Arco Pub. Co. 1974: 5. ISBN 0668036079. OCLC 1299755.
2. ↑  詹茨，第62-63页
3. ↑  Bird, Lorrin; Lingston, Robert. . Albany, NY USA: Overmatch Press. 2001: 61. OCLC 71143143.